# 中华剑角蝗
中华剑角蝗，是剑角蝗科的成员。像剑角蝗属的其他成员一样，中华剑角蝗的腿上没有發音器官，因此它们平时不会发出声音。但成蟲跳躍飛行時，
翅和跳躍肢會產生一串拍擊聲。
在历史上，它一直被用作人类的食物来源，并且已经研究了它对家禽业的营养价值。

## 描述
中华剑角蝗雄性通常体长40—50 mm（1.6—2.0英寸），而雌性为70—80 mm（2.8—3.1英寸）。它们呈绿色或棕色，翅膀无色。中华剑角蝗很长，可以长距离跳跃。